# 헤컬 앤 제이컬
해컬 앤 제이컬(Heckle and Jeckle)은 테리툰스에 등장하는 대표적인 까마귀 두 마리를 중심으로 하는 주인공이다.

## 에피소드
- Heckle & Jeckle in Blue Plate Symphony[2].
- MAGPIE MADNESS[3]

## 같이 보기
- 테리툰